# Temporada da 1.SKL de 2018–19
A Temporada 2018–19 da 1.SKL, conhecida também como Liga Nova KBM por razões de patrocinadores, será a 28ª edição da principal competição de basquetebol masculino da Eslovênia. A equipe do Olimpija de Liubliana é o atual campeão.

## Participantes
| Clube           | Cidade          | Arena                       |
| --------------- | --------------- | --------------------------- |
| Helios Suns     | Domžale         | Hala Komunalnega Centra     |
| Hopsi Polzela   | Polzela         | Polzela Sports Hall         |
| Ilirija         | Liubliana       | Tivoli Hall                 |
| Krka            | Novo Mesto      | Leon Štukelj Hall           |
| Petrol Olimpija | Liubliana       | Arena Stožice               |
| Rogaška         | Rogaška Slatina | Rogaška Slatina Sports Hall |
| Sixt Primorska  | Koper           | OŠ Koper Hall               |
| Šenčur          | Šenčur          | Šenčur Sports Hall          |
| Tajfun          | Šentjur         | OŠ Hruševec Hall            |
| Zlatorog Laško  | Laško           | Tri Lilije Hall             |

## Primeira fase
| #   | Clube           | P  | V  | D  | P  | P+/P-     | Saldo | Classificação |
| --- | --------------- | -- | -- | -- | -- | --------- | ----- | ------------- |
| 1.  | Sixt Primorska  | 18 | 13 | 5  | 31 | 1525/1330 | 195   | Grupo A       |
| 2.  | Krka            | 18 | 12 | 6  | 30 | 1466/1374 | 92    | Grupo A       |
| 3.  | Rogaška         | 18 | 11 | 7  | 29 | 1454/1468 | -14   | Grupo A       |
| 4.  | Petrol Olimpija | 18 | 10 | 8  | 28 | 1422/1426 | -4    | Grupo A       |
| 5.  | Hopsi Polzela   | 18 | 10 | 8  | 28 | 1465/1390 | 75    | Grupo A       |
| 6.  | Helios Suns     | 18 | 9  | 9  | 27 | 1342/1342 | 0     | Grupo A       |
| 7.  | Zlatorog Laško  | 18 | 9  | 9  | 27 | 1392/1433 | -41   | Grupo B       |
| 8.  | Tajfun          | 18 | 8  | 10 | 26 | 1397/1427 | -30   | Grupo B       |
| 9.  | Šenčur          | 18 | 7  | 11 | 25 | 1416/1445 | -29   | Grupo B       |
| 10. | Ilirija         | 18 | 1  | 17 | 19 | 1381/1625 | -244  | Grupo B       |

## Segunda fase

### Grupo A
| #  | Clube           | P  | V  | D | P  | P+/P-   | Saldo |
| -- | --------------- | -- | -- | - | -- | ------- | ----- |
| 1. | Sixt Primorska  | 10 | 10 | 0 | 20 | 818/650 | 168   |
| 2. | Petrol Olimpija | 10 | 7  | 3 | 17 | 726/677 | 49    |
| 3. | Hopsi Polzela   | 10 | 5  | 5 | 15 | 727/763 | -36   |
| 4. | Krka            | 10 | 4  | 6 | 14 | 766/751 | 15    |
| 5. | Rogaška         | 10 | 3  | 7 | 13 | 740/833 | -93   |
| 6. | Helios Suns     | 10 | 1  | 9 | 11 | 691/794 | -103  |

### Grupo B
| #  | Clube          | P  | V  | D  | P  | P+/P-     | Saldo | Classificação |
| -- | -------------- | -- | -- | -- | -- | --------- | ----- | ------------- |
| 1. | Šenčur         | 15 | 10 | 5  | 25 | 1213/1141 | 72    | Playoffs      |
| 2. | Zlatorog Laško | 15 | 9  | 6  | 24 | 1199/1119 | 80    | Playoffs      |
| 3. | Šenčur         | 15 | 8  | 7  | 23 | 1133/1180 | -47   | Rebaixado     |
| 4. | Ilirija        | 15 | 3  | 12 | 18 | 1149/1254 | -105  | Rebaixado     |

## Playoffs

### Confrontos
|  | Quartas-de-final | Quartas-de-final | Quartas-de-final |                 |                 | Semifinais | Semifinais | Semifinais |  |  | Final | Final          | Final |
|  |                  |                  |                  |                 |                 |            |            |            |  |  |       |                |       |
|  |                  | Sixt Primorska   | 2                |                 |                 |            |            |            |  |  |       |                |       |
|  |                  | Zlatorog Laško   | 0                |                 |                 |            |            |            |  |  |       |                |       |
|  |                  | Zlatorog Laško   | 0                |                 | Sixt Primorska  | 2          |            |            |  |  |       |                |       |
|  |                  |                  |                  |                 | Sixt Primorska  | 2          |            |            |  |  |       |                |       |
|  |                  |                  | Krka             | 0               |                 |            |            |            |  |  |       |                |       |
|  |                  | Krka             | Krka             | 0               | 2               |            |            |            |  |  |       |                |       |
|  |                  | Krka             |                  |                 | 2               |            |            |            |  |  |       |                |       |
|  |                  | Rogaška          | 0                |                 |                 |            |            |            |  |  |       |                |       |
|  |                  |                  |                  |                 |                 |            |            |            |  |  |       | Sixt Primorska | 3     |
|  |                  |                  |                  | Petrol Olimpija | 0               |            |            |            |  |  |       |                |       |
|  |                  | Petrol Olimpija  | 2                |                 |                 |            |            |            |  |  |       |                |       |
|  |                  | Šenčur           | 1                |                 |                 |            |            |            |  |  |       |                |       |
|  |                  | Šenčur           | 1                |                 | Petrol Olimpija | 2          |            |            |  |  |       |                |       |
|  |                  |                  |                  |                 | Petrol Olimpija | 2          |            |            |  |  |       |                |       |
|  |                  |                  | Helios Suns      | 0               |                 |            |            |            |  |  |       |                |       |
|  |                  | Hopsi Polzela    | Helios Suns      | 0               | 0               |            |            |            |  |  |       |                |       |
|  |                  | Hopsi Polzela    |                  |                 | 0               |            |            |            |  |  |       |                |       |
|  |                  | Helios Suns      | 2                |                 |                 |            |            |            |  |  |       |                |       |

#### Quartas de final
| Time 1          | Série | Time 2         | 1º Jogo | 2º Jogo | 3º Jogo |
| --------------- | ----- | -------------- | ------- | ------- | ------- |
| Sixt Primorska  | 2 - 0 | Zlatorog Laško | 98 - 74 | 89 - 68 |         |
| Krka            | 2 - 0 | Rogaška        | 77 - 73 | 80 - 74 |         |
| Petrol Olimpija | 2 - 1 | Šenčur         | 79 - 77 | 70 - 73 | 85 - 73 |
| Hopsi Polzela   | 0 - 2 | Helios Suns    | 82 - 95 | 78 - 80 |         |

#### Semifinal
| Time 1          | Série | Time 2      | 1º Jogo | 2º Jogo | 3º Jogo |
| --------------- | ----- | ----------- | ------- | ------- | ------- |
| Sixt Primorska  | 2 - 0 | Krka        | 85 - 74 | 88 - 76 |         |
| Petrol Olimpija | 2 - 0 | Helios Suns | 74 - 60 | 68 - 49 |         |

#### Final
| Time 1         | Série | Time 2          | 1º Jogo | 2º Jogo | 3º Jogo | 4º Jogo | 5º Jogo |
| -------------- | ----- | --------------- | ------- | ------- | ------- | ------- | ------- |
| Sixt Primorska | 3 - 0 | Petrol Olimpija | 79 - 61 | 76 - 75 | 68 - 63 |         |         |

## Premiação
| 1.SKL de 2018-19 Campeão |
| ------------------------ |
| Sixt Primorska 1º Título |